# 埃弗里鎮區 (愛荷華州漢考克縣)
埃弗里鎮區（英語：Avery Township）是位於美國愛荷華州漢考克縣的一個行政鎮區。

## 地方資料
根據2010年美國人口普查的數據，埃弗里鎮區的面積為92.94平方千米，當中陸地面積為92.82平方千米，而水域面積為0.12平方千米。當地共有人口387人，而人口密度為每平方千米4.16人。